# Mira Loma
Mira Loma és una concentració de població designada pel cens dels Estats Units a l'estat de Califòrnia. Segons el cens del 2000 tenia 17.617 habitants.
Conegut fins al 1930 com a Wineville, va canviar el seu nom arran de la sèrie de desaparicions i assassinats de nens -els anomenats "Wineville Chicken Coop Murders" - protagonitzats per Gordon Stewart Northcott.

## Demografia
Segons el cens del 2000, Mira Loma tenia 17.617 habitants, 4.556 habitatges, i 3.863 famílies. La densitat de població era de 1.056,2 habitants/km².
Dels 4.556 habitatges en un 47,6% hi vivien nens de menys de 18 anys, en un 67% hi vivien parelles casades, en un 11% dones solteres, i en un 15,2% no eren unitats familiars. En el 10,1% dels habitatges hi vivien persones soles el 2,8% de les quals corresponia a persones de 65 anys o més que vivien soles. El nombre mitjà de persones vivint en cada habitatge era de 3,84 i el nombre mitjà de persones que vivien en cada família era de 4,05.
Per edats la població es repartia de la següent manera: un 34% tenia menys de 18 anys, un 10,3% entre 18 i 24, un 28,9% entre 25 i 44, un 21,1% de 45 a 60 i un 5,7% 65 anys o més.
L'edat mediana era de 30 anys. Per cada 100 dones de 18 o més anys hi havia 105,6 homes.
La renda mediana per habitatge era de 49.002 $ i la renda mediana per família de 49.925 $. Els homes tenien una renda mediana de 33.356 $ mentre que les dones 25.275 $. La renda per capita de la població era de 15.277 $. Entorn del 9,5% de les famílies i el 14% de la població estaven per davall del llindar de pobresa.

## Poblacions més properes
El següent diagrama mostra les poblacions més properes.